# Naupli (fill de Clitoneu)
Segons la mitologia grega, Naupli (en grec antic: Ναύπλιος) va ser un heroi, fill de Clitoneu.
Destacat navegant, va participar en l'expedició dels argonautes com a pilot, després de la mort de Tifis. Casat amb Clímene, filla de Catreu, va ser el pare d'Èax, Nausimedont i Palamedes. Naupli és l'heroi viatger per excel·lència. Els reis recorrien a ell com a pilot experimentat, per a enviar a l'exili a determinats membres de la família que havien caigut en desgràcia. Hi ha diverses llegendes, molt semblants en les quals Naupli juga el mateix paper: una és la llegenda de Tèlef. Àleu, pare d'Auge, li va confiar la filla que havia estat seduïda per Hèracles amb la missió d'ofegar-la. Durant la travessia va néixer el petit Tèlef, i Naupli, compadit els va portar cap a Mísia. Una altra llegenda diu que Catreu li va confiar les seves dues filles, Aèrope i Clímene, segons uns perquè s'havien unit amb uns esclaus, o segons una altra versió perquè un oracle li havia dit que un net seu el mataria. Catreu va confiar les seves filles a Naupli amb l'ordre de llençar-les al mar, però les va salvar: va doner Aèrope a Atreu (o a Plístenes) i es va casar amb Clímene.
El seu fill Palamedes es va unir a l'armada grega contra Troia, però allà va ser lapidat per unes falses acusacions d'Odisseu. A partir d'aquell moment, Naupli va buscar la venjança. Va escampar la brama entre les mullers dels combatents que els seus marits eren morts o tenien concubines, i va impulsar les dones a tenir amants. Va aconseguir-ho especialment en els casos de Clitemnestra, la dona d'Agamèmnon, de Meda, la dona d'Idomeneu i d'Egialea, la de Diomedes. Ho va provar amb Penèlope, però sense èxit. Però Anticlea, la mare d'Odisseu, el va enganyar: li va anunciar a Naupli la mort d'un dels seus fills, i, en el seu dolor, es va suïcidar. Una mica abans, havia encès fogueres als esculls de Cafareu, a Eubea, perquè s'hi estavellessin les naus que tornaven de Troia fent creure als navegants que arribaven a port.